# Arne Senstad
Arne Senstad (ur. 8 sierpnia 1969 w Kapp) – norweski piłkarz ręczny, trener, od sierpnia 2019 roku selekcjoner reprezentacji Polski w piłce ręcznej kobiet.

## Kariera zawodnicza
W latach 1989–99 grał w klubach z Niemiec i Szwajcarii, między innymi w Oppsal IF, Fredensborg/Ski IL oraz TV Möhlin. W pierwszym z tych klubów był grającym trenerem. Grał w reprezentacji narodowej w latach 1994–96.

## Kariera trenerska
Od 2006 do 2013 roku oraz w latach 2015–2019 prowadził kobiecy zespół Storhamar. Drużyna zajęła w tym czasie trzykrotnie trzecie i raz drugie miejsce w norweskiej Eliteserien, awansowała do finału krajowego pucharu i ćwierćfinału Pucharu EHF. Pomiędzy okresami pracy w Storhamar, trenował Oppsal. W 2012 i 2019 roku otrzymywał nagrody dla najlepszego trenera w lidze. 19 sierpnia 2019 roku został następcą Leszka Krowickiego na stanowisku selekcjonera reprezentacji Polski w piłce ręcznej kobiet. Początkowo pozostał trenerem Storhamar, ale klub zwolnił go z tego stanowiska 4 września.